# Gunnar Holmberg
Pour les articles homonymes, voir Holmberg.
Gunnar Holmberg, né le 6 mai 1897 à Göteborg et mort le 21 octobre 1975 à Borås, est un footballeur international suédois. Il évoluait au poste de milieu de terrain.

## Biographie

### En club
Gunnar Holmberg est joueur du GAIS de 1922 à 1928,.
Il remporte à trois reprises le titre de Champion de Suède en 1924, 1925 et en 1927.

### En équipe nationale
International suédois, Gunnar Holmberg dispute 12 matchs sans aucun but inscrit en équipe nationale suédoise de 1922 à 1927,.
Il dispute son premier match en sélection en amical le 5 juin 1922 contre la Finlande (victoire 4-1 à Helsinki).
Il fait partie de l'équipe suédoise médaillée de bronze aux Jeux olympiques de 1924. Il ne joue que le deuxième match de la finale pour la troisième place remportée contre les Pays-Bas.
Son dernier match en sélection est un amical le 13 novembre 1927 contre les Pays-Bas (défaite 0-1 à Amsterdam).

## Palmarès
| \| GAIS - Championnat de Suède (3) : - Champion : 1923-24, 1924-25 et 1926-27. - Coupe de Suède (1) : - Champion : 1922-23. \| |  | Suède - Jeux olympiques : - Bronze : 1924. |
| GAIS - Championnat de Suède (3) : - Champion : 1923-24, 1924-25 et 1926-27. - Coupe de Suède (1) : - Champion : 1922-23.       |  |                                            |